# آلن بوش

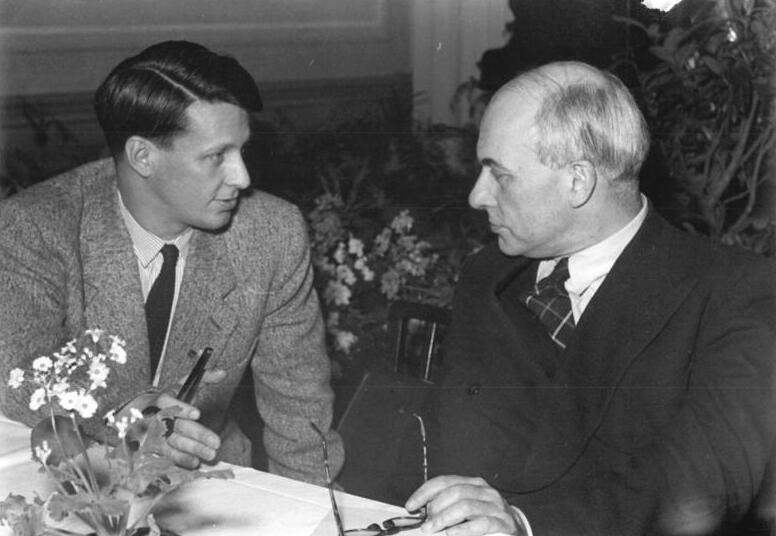
آلن بوش (راست) با استفان هرملین، ۱۹۵۲

آلن دادلی بوش (به انگلیسی: Alan Dudley Bush) (زادهٔ ۲۲ دسامبر ۱۹۰۰ – درگذشته ۳۱ اکتبر ۱۹۹۵) آهنگساز و نوازندهٔ پیانوی انگلیسی بود.
بوش زادهٔ لندن و از کمونیستهای فعال بود که انجمن موسیقی کارگران را در ۱۹۳۶ بنیاد نهاد. از کارهای او می توان به چهار اپرا، چهار سمفونی، کنسرتوهایی برای ویلن و پیانو، قطعات آوازی و چندین ترانه اشاره نمود.